# Friedhof Heerdt
Der Friedhof Heerdt ist ein städtischer Friedhof im Düsseldorfer Stadtteil Heerdt und der einzige Friedhof im linksrheinischen Teil von Düsseldorf.

## Lage und Geschichte

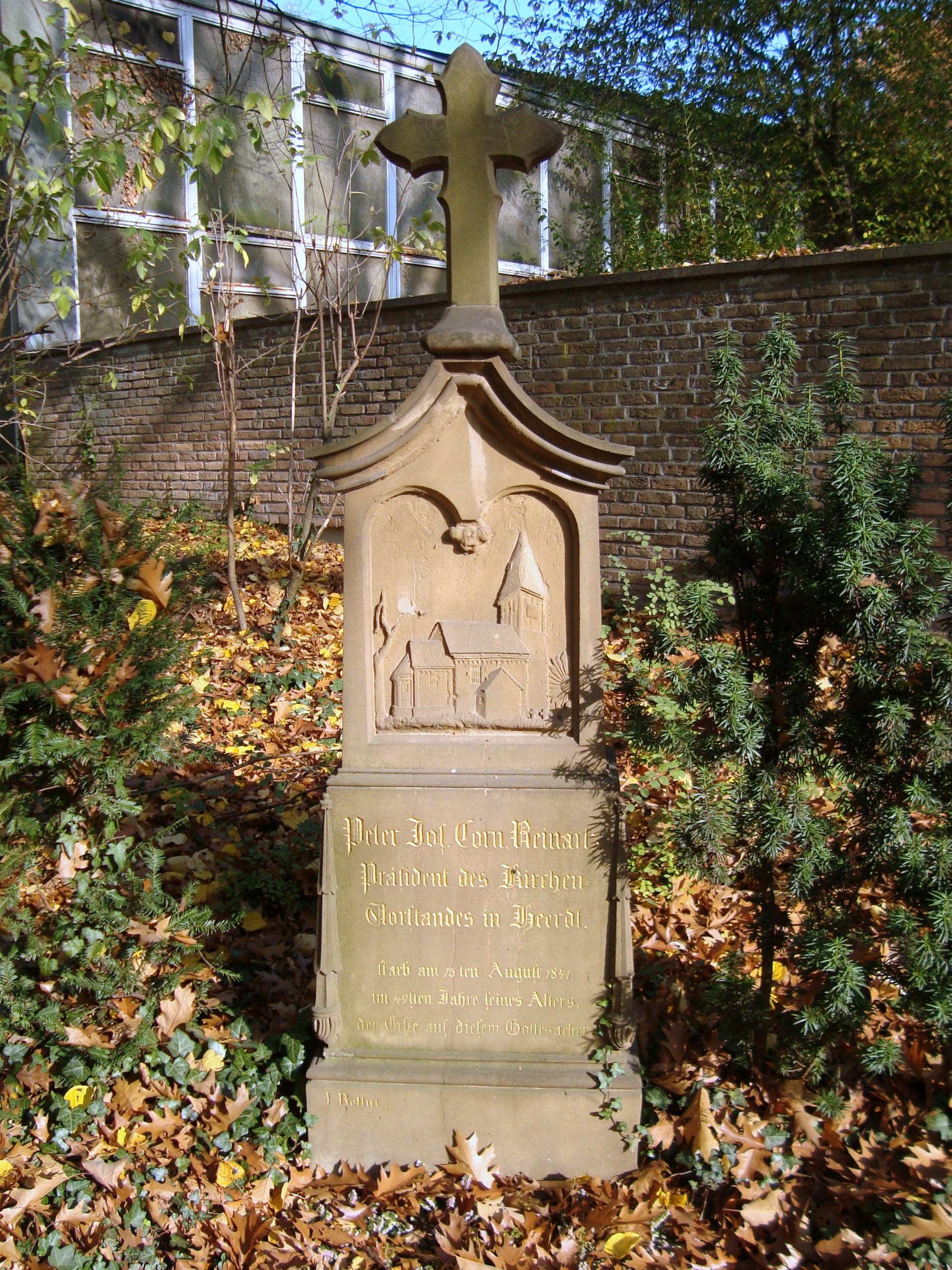
Grabmal Peter Reinartz, um 1841

Bereits 1823 bezeichnete der Bürgermeister von Heerdt eine Verlegung des alten Heerdter Kirchhofs an der St.-Benediktus-Kirche als wünschenswert. Dieses Vorhaben wurde jedoch 1826 vom Gemeinderat und vom Kirchenvorstand zunächst abgelehnt. 1838 richtete der Kirchenvorstand eine Eingabe mit dem Ziel der Verlegung an den Bürgermeister, der noch im gleichen Jahr vom Gemeinderat stattgegeben wurde. Auch die Erzbischöfliche Behörde genehmigte die Verlegung. 1839 wurde von der Gemeinde Heerdt von einem Ackerer ein geeignetes Gelände an der heutigen Schiess-Straße erworben. Auch die Einfriedung des neuen Friedhofs wurde von der Gemeinde Heerdt finanziert. Am 17. August 1841 wurde mit Peter Joseph Cornelius Reinartz, dem verstorbenen Präsidenten des Heerdter Kirchenvorstandes, der erste Tote auf dem neuen Friedhof beigesetzt. Auf seinem bis heute erhaltenen Grabstein wird er als „der Erste auf diesem Gottesacker“ Beigesetzte bezeichnet.
Das älteste heute noch erhaltene Beerdigungsregister der Friedhofsverwaltung beginnt mit dem 24. April 1867, so dass weitere Beerdigungen zwischen 1841 und 1867 nicht schriftlich dokumentiert sind.
Ursprünglich umfasste der Friedhof eine Fläche von 5,48 Hektar. Im 20. Jahrhundert erfolgten zwei größere Erweiterungen. Im Nordwesten wurde der Friedhof um ein 6,89 Hektar großes Gebiet jenseits der heute stillgelegten Eisenbahnstrecke Neuss–Heerdt–Oberkassel erweitert, wobei eine Fußgängerbrücke zur Überquerung der Bahntrasse erbaut wurde. Auf der Ostseite der Schiess-Straße wurde ein an den Albertussee angrenzendes Gebiet von 1,98 Hektar in den Friedhof einbezogen. Die Gesamtfläche des Friedhofs beträgt heute über 14,3 Hektar.
Im ursprünglichen Teil des Friedhofs befindet sich die 1966 fertiggestellte Friedhofskapelle, zu deren Inventar eine Orgel mit zehn Registern der Firma Orgelbau Peter gehört und deren Glasfenster von Theodor Havertz gestaltet wurden. Noch aus den Anfängen des Friedhofes stammen einige mächtige deutsche und amerikanische Eichen sowie zwei unter Naturschutz stehende große Zedern.

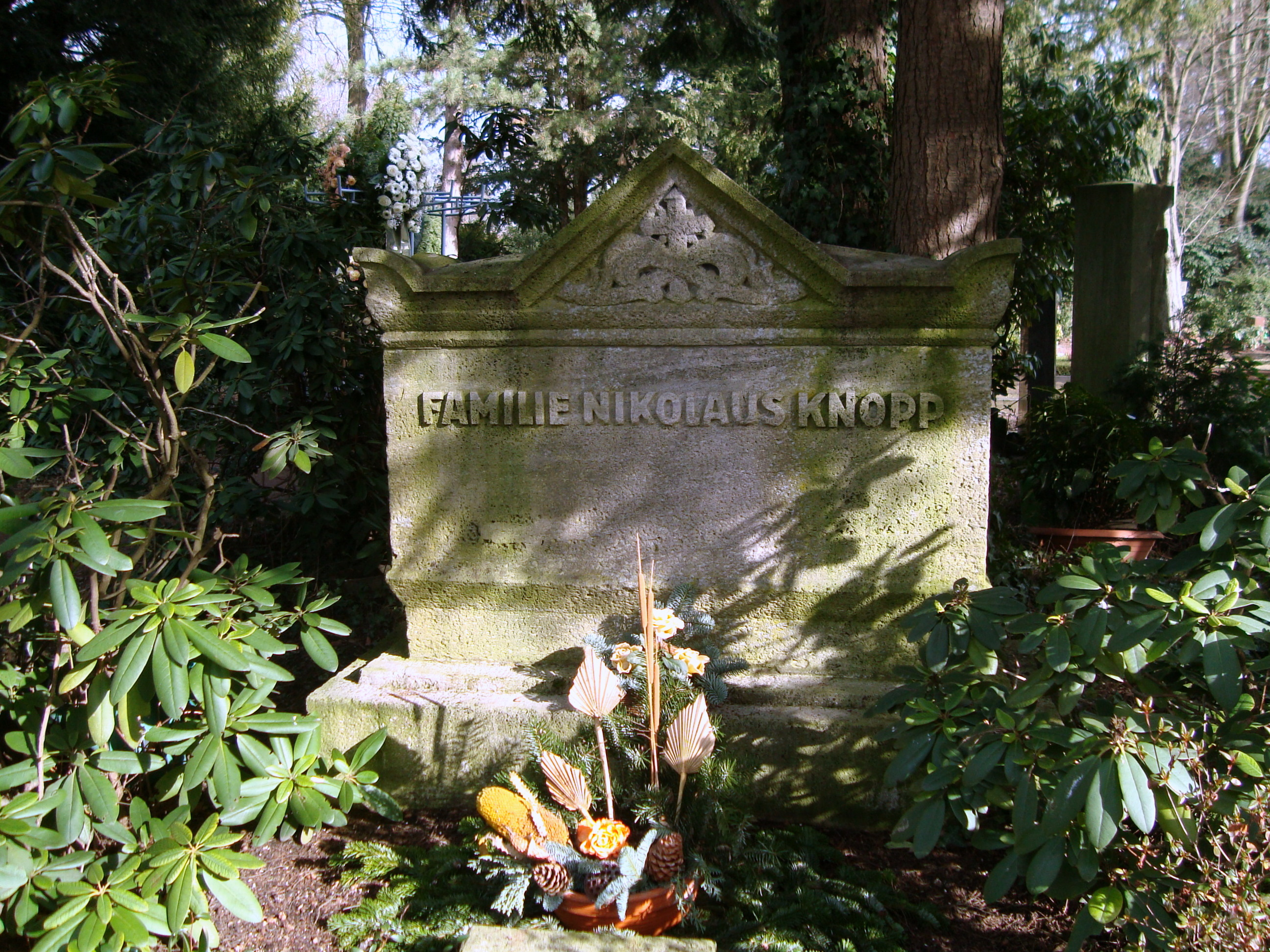
Grabmal Familie Nikolaus Knopp
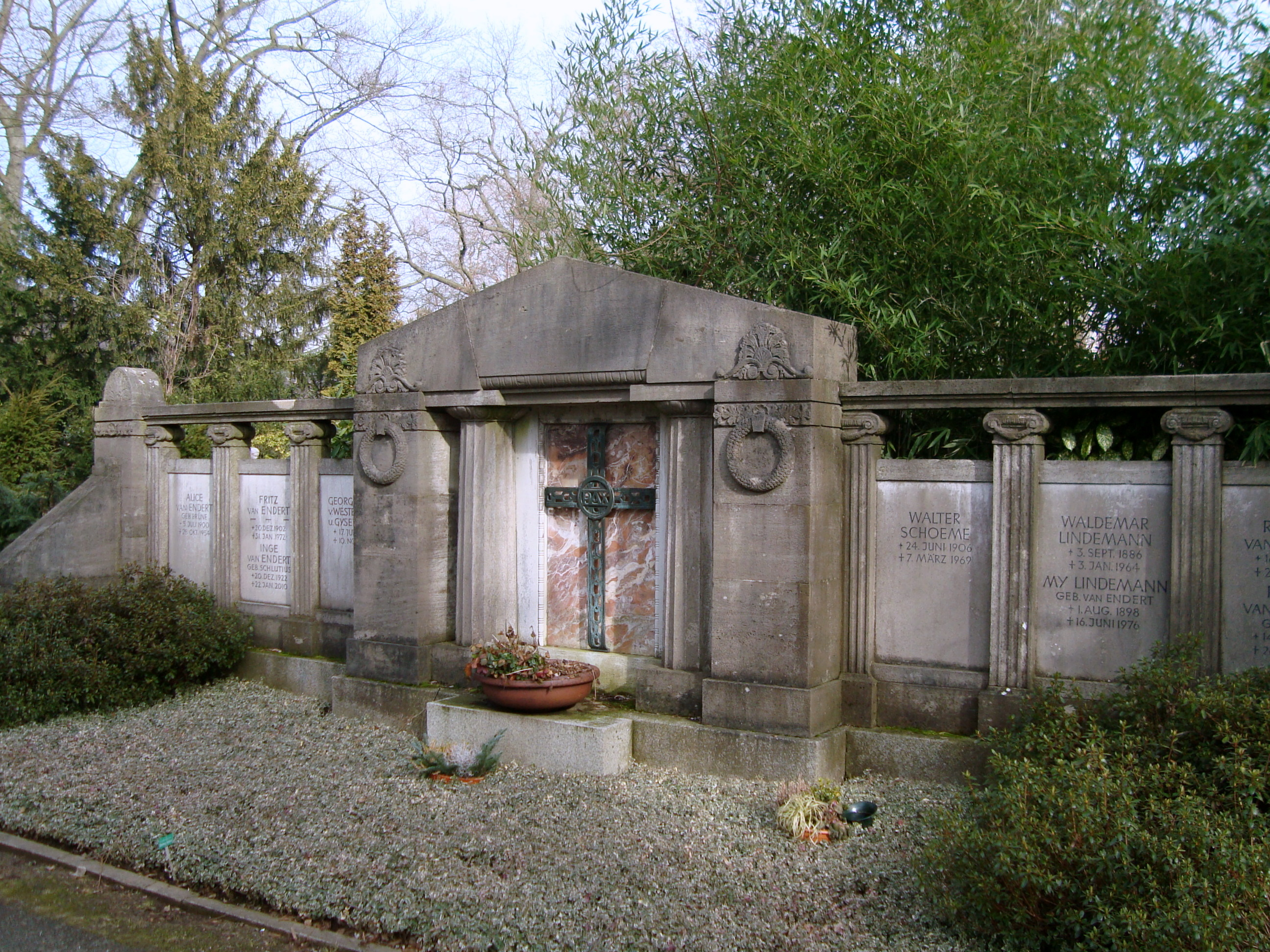
Grabmal Familie van Endert
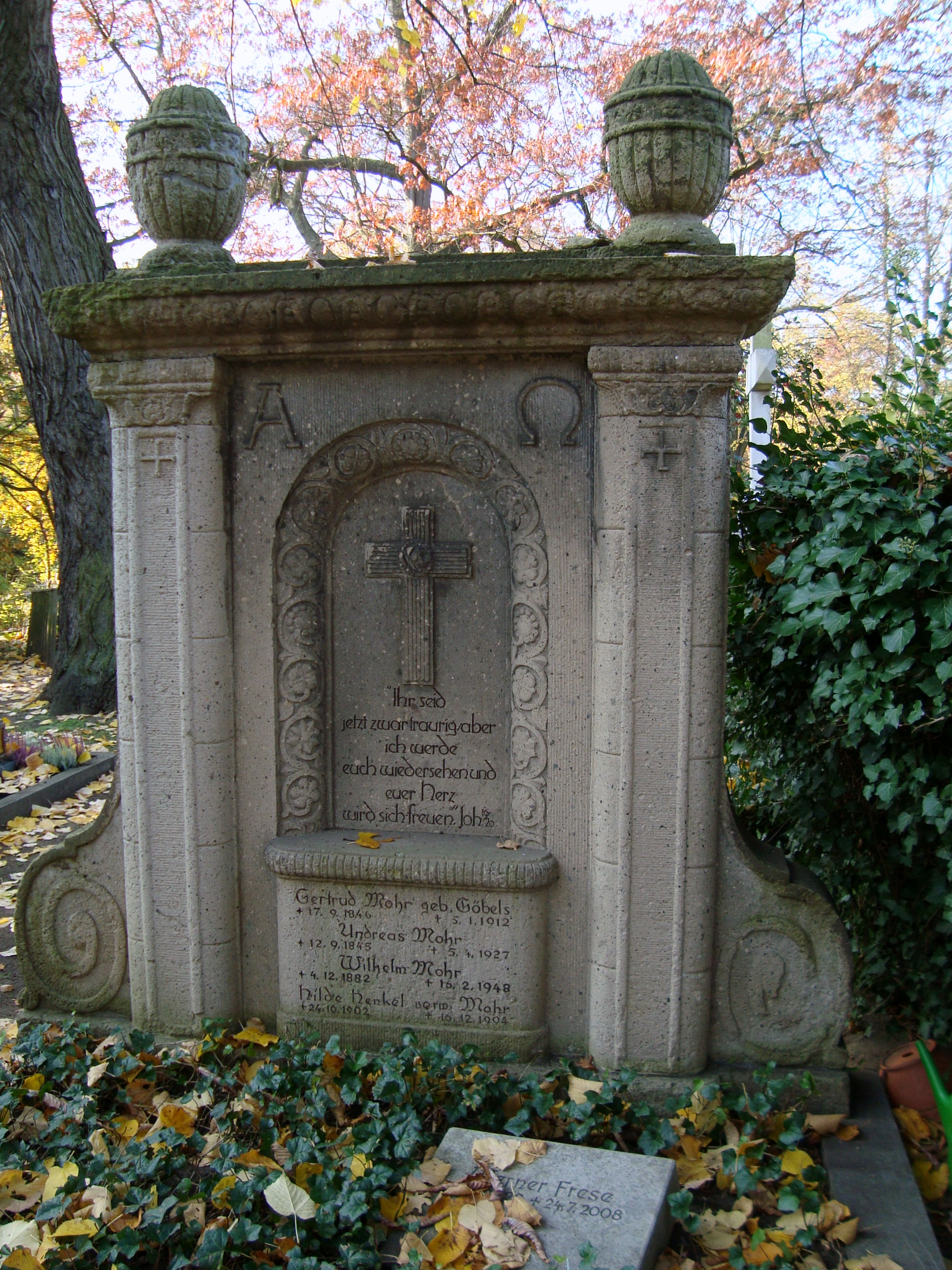
Grabmal Mohr, um 1912 ?
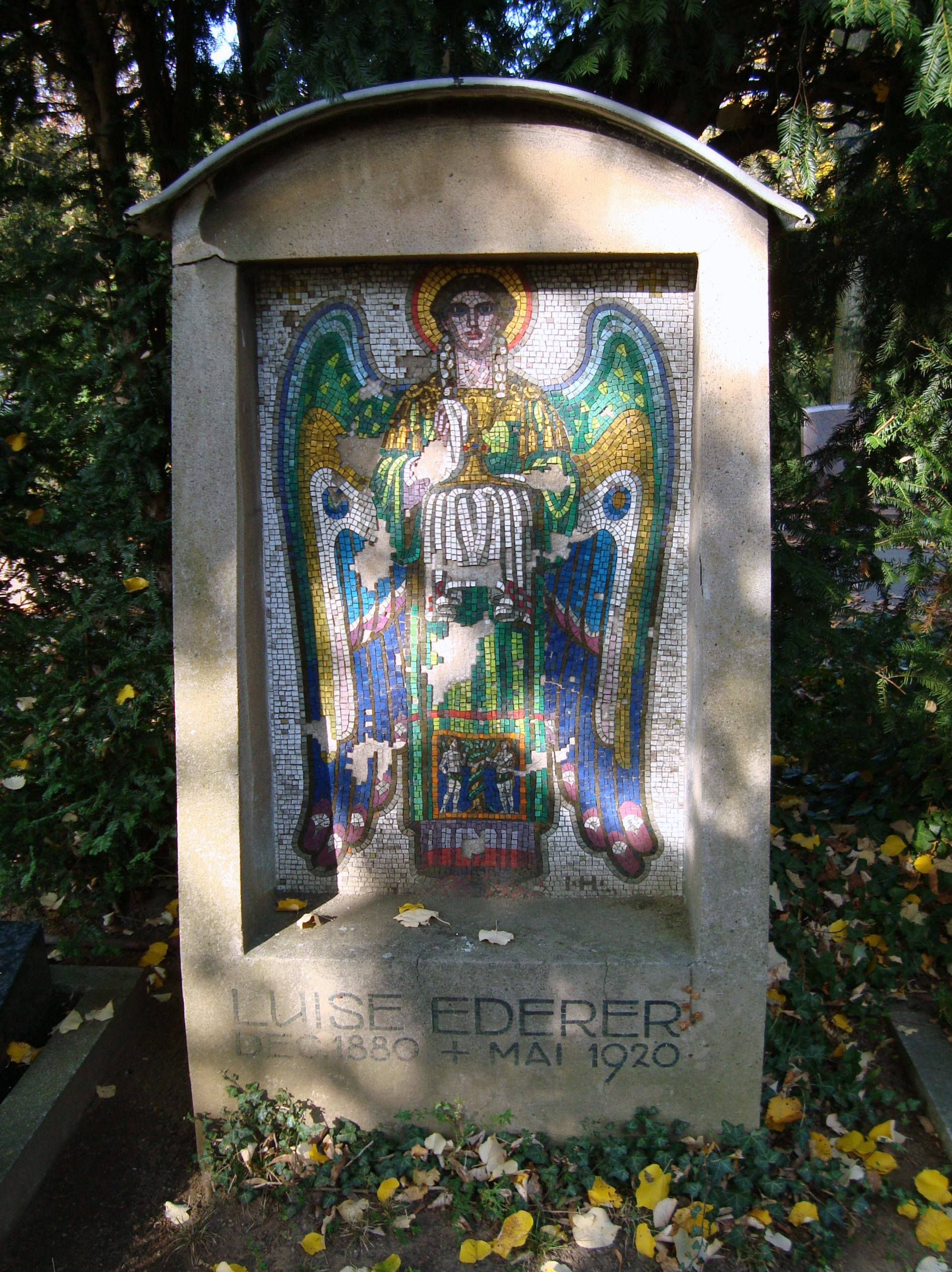
Grabmal Luise Ederer, um 1920
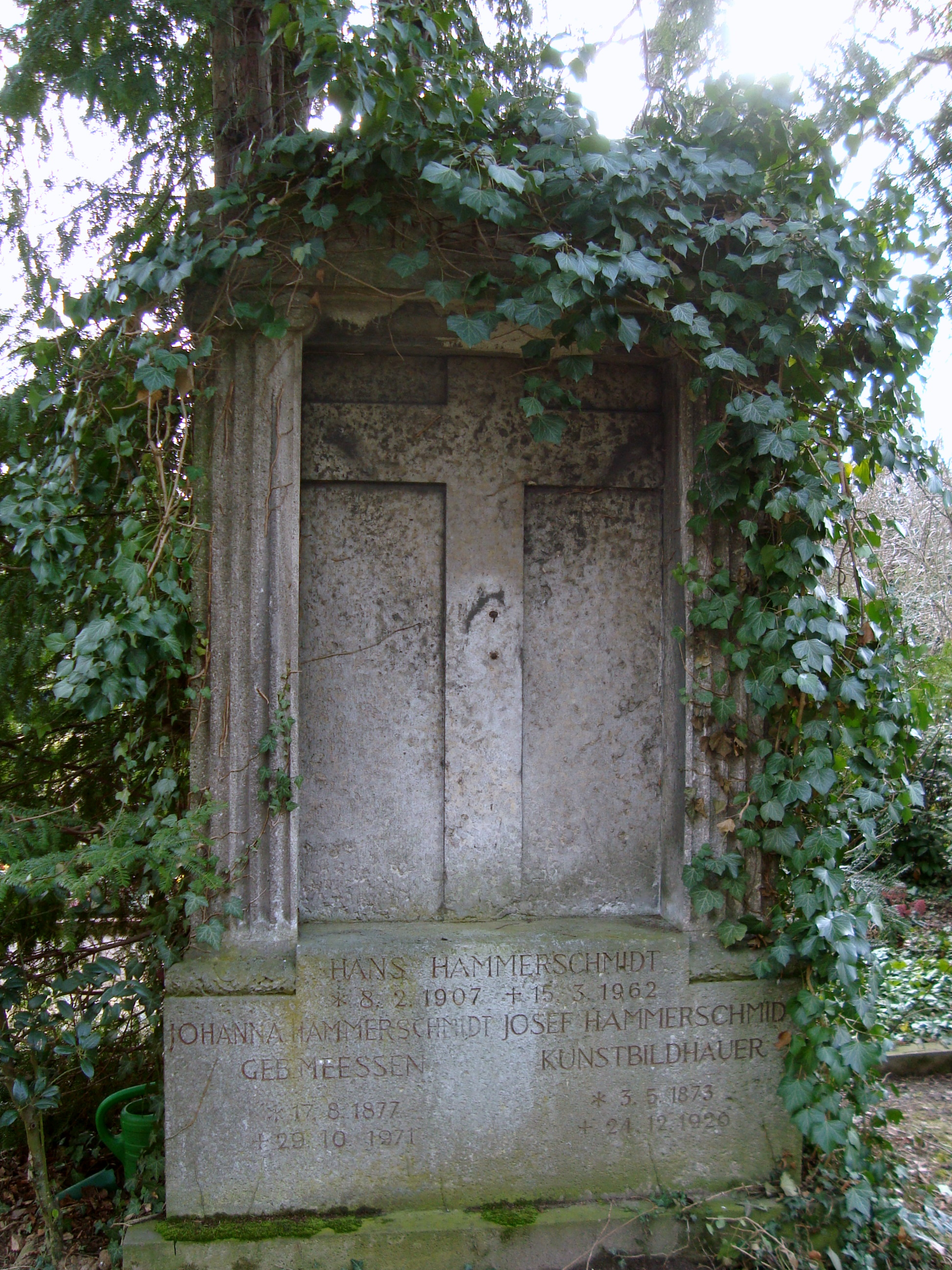
Grabmal Joseph Hammerschmidt, um 1926
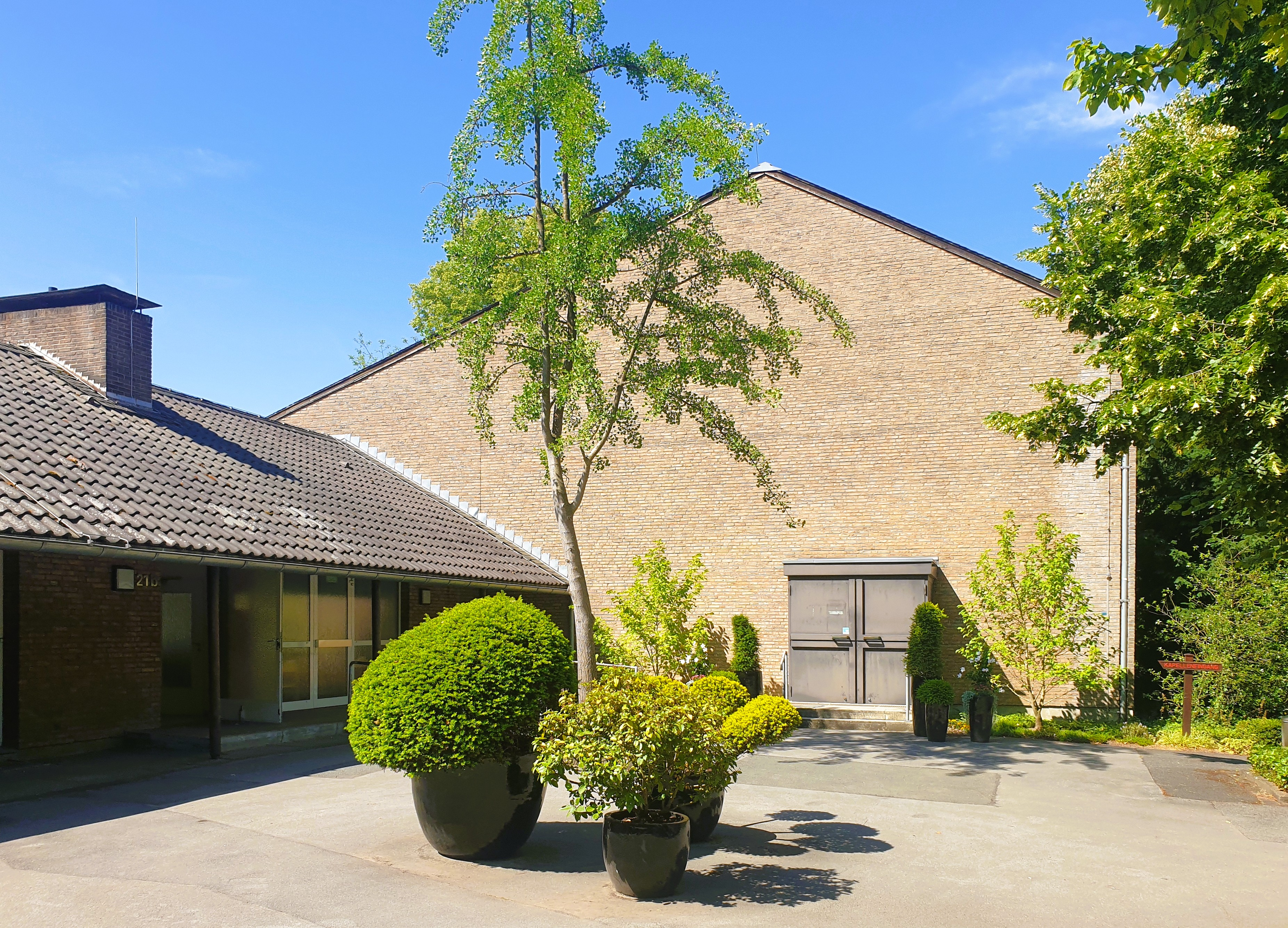
Die Friedhofskapelle

## Grabstätten bekannter Persönlichkeiten
Auf dem Friedhof sind unter anderem Theo Champion, Erwin Heerich, Kay Lorentz, Lore Lorentz, Johannes Knubel, Josef Kohlschein, Walter Ophey, Hans Müller-Westernhagen und mehrere Bürgermeister des Stadtteils beerdigt. Bekannte Künstler wie Joseph Enseling, Joseph Beuys, Wilhelm Hanebal oder Detlef Dreiner haben hier zahlreiche Grabstätten gestaltet.

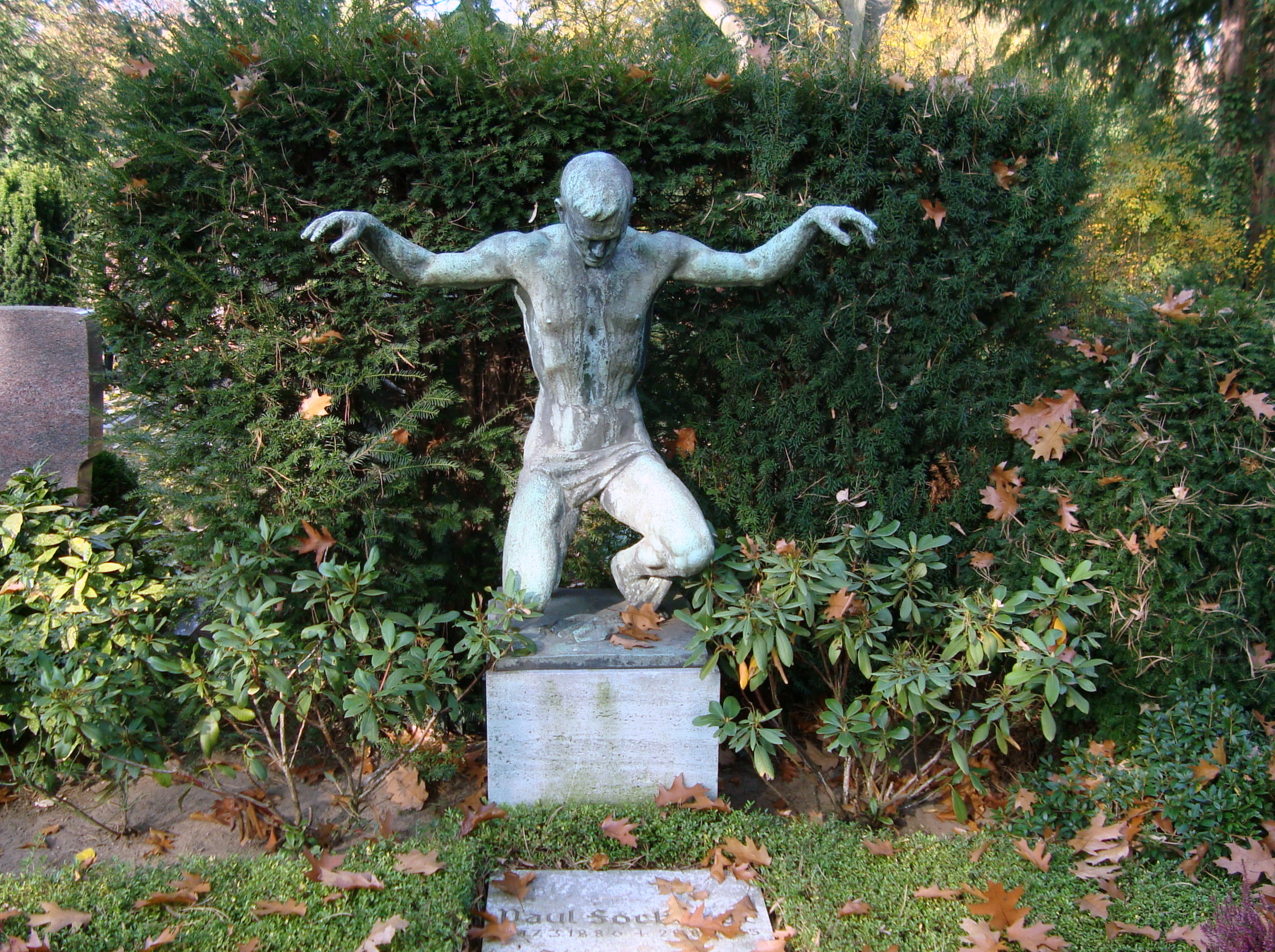
Joseph Enseling: Grabmal Forkardt, um 1935
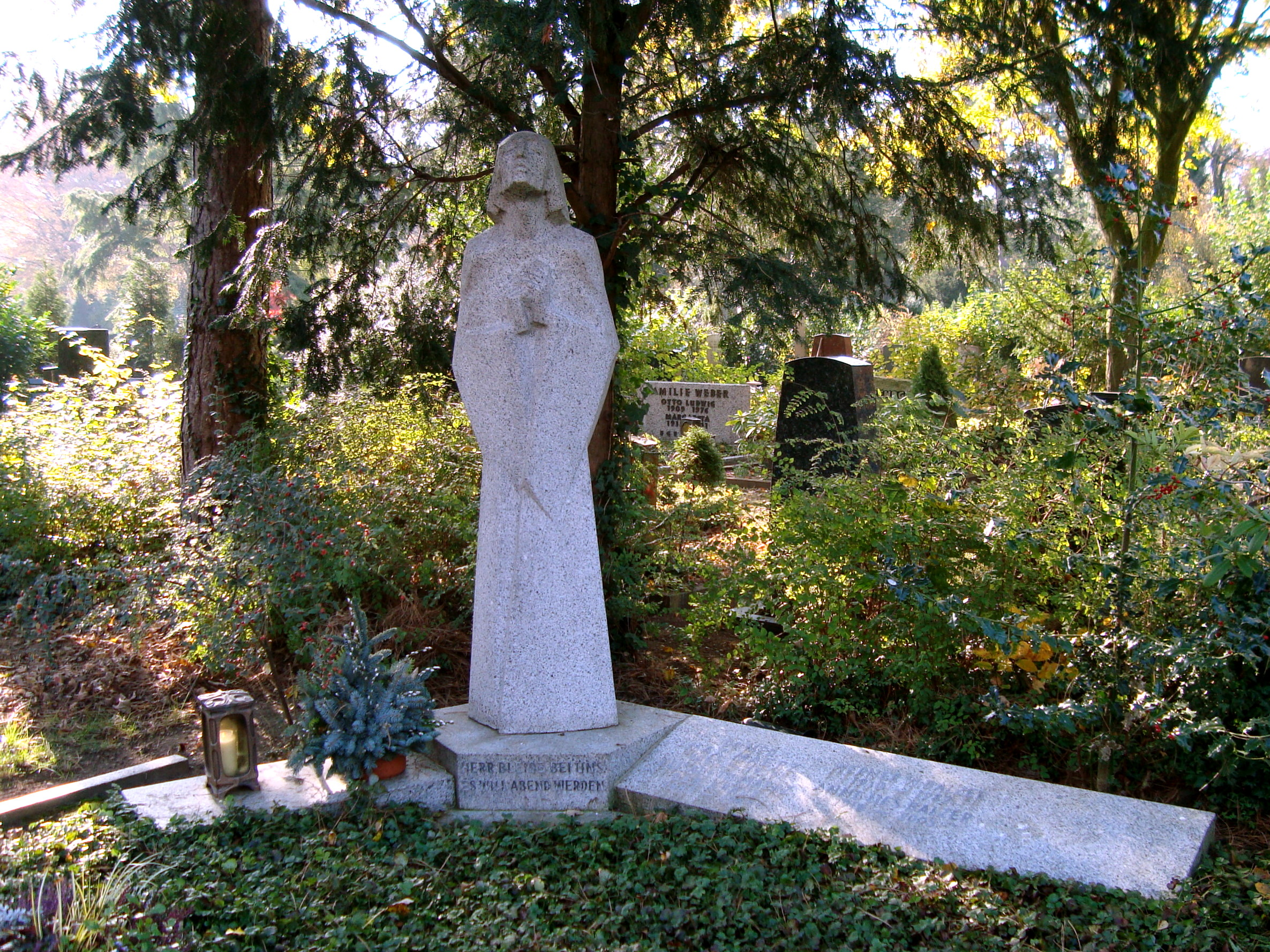
Wilhelm Hanebal: Grabmal Maerz-Balzer, um 1956
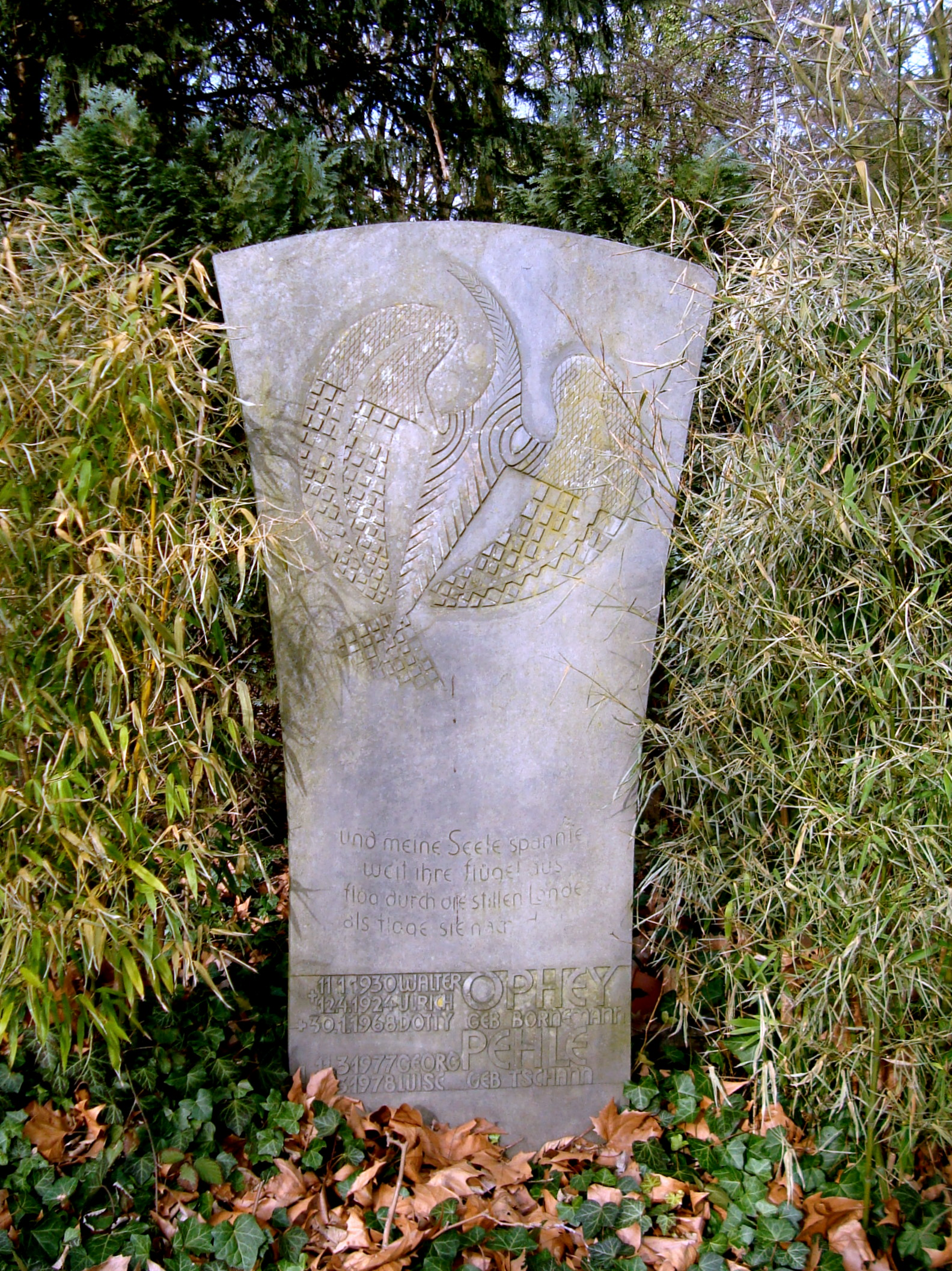
Ewald Mataré (Entwurf), Joseph Beuys (Ausführung): Grabmal Walter Ophey, 1950,
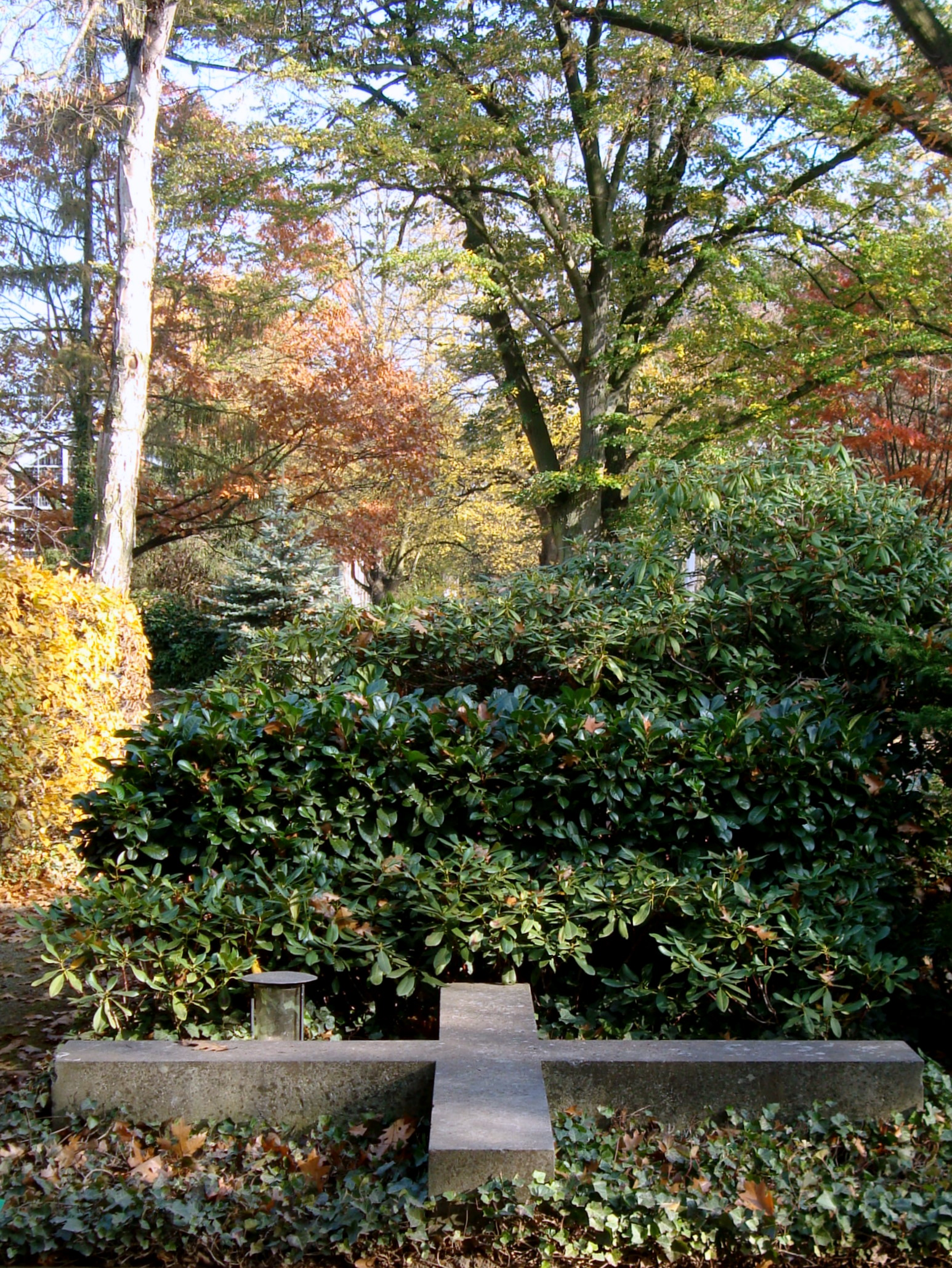
Joseph Beuys: Grabmal Karl Wiedehage, 1970
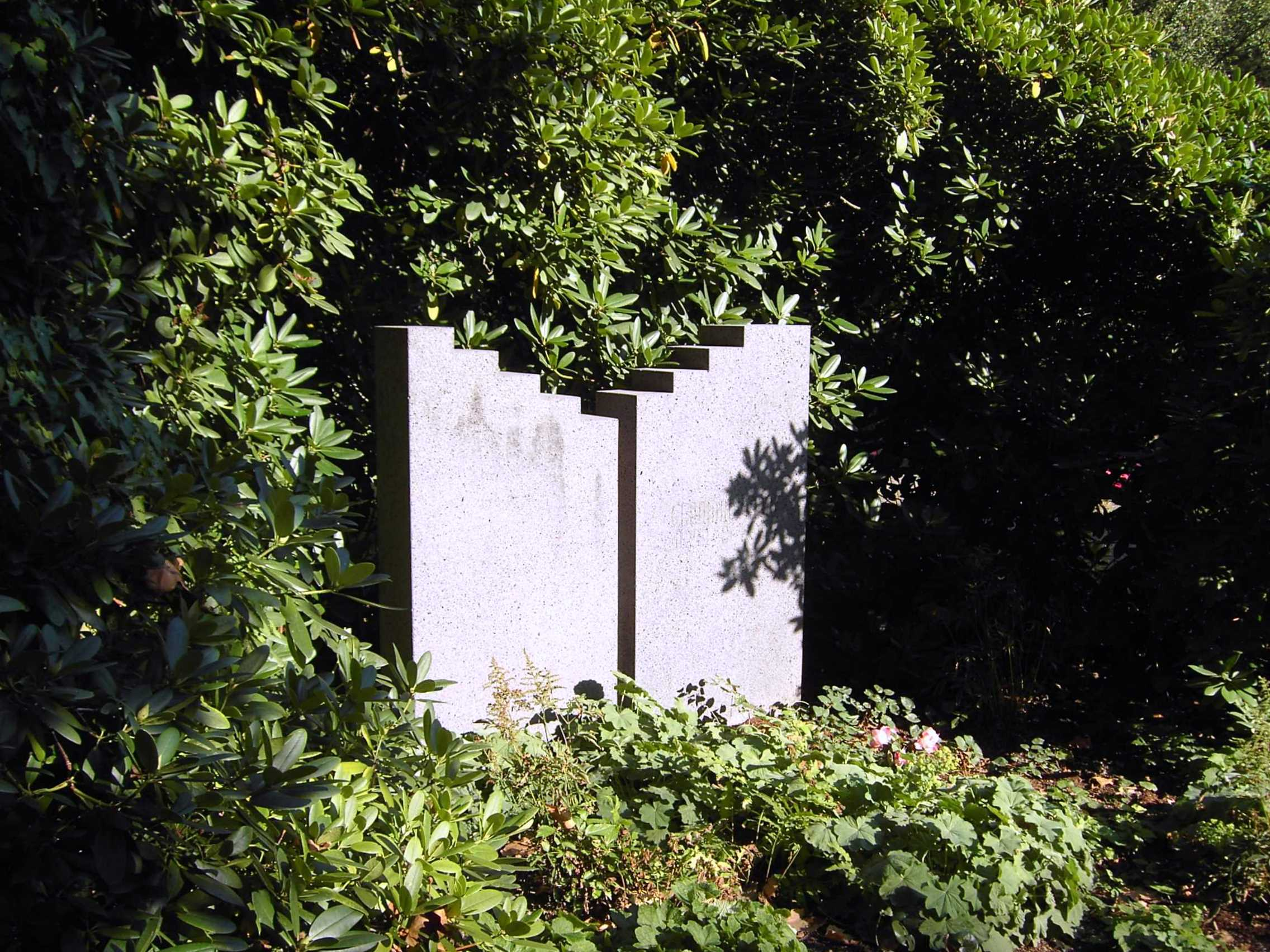
Erwin Heerich (Entwurf): Grabmal Erwin Heerich, 2005